# Psapharochrus nigritarsis
Psapharochrus nigritarsis är en skalbaggsart som först beskrevs av White 1855.  Psapharochrus nigritarsis ingår i släktet Psapharochrus och familjen långhorningar.
Artens utbredningsområde är:
- Costa Rica.
- Guatemala.
- Honduras.

Inga underarter finns listade i Catalogue of Life.